# Breese Stevens Field
O Breese Stevens Municipal Athletic Field é um estádio multiuso em Madison, Wisconsin . Localizado a oito quarteirões a nordeste do Capitólio do Estado de Wisconsin, no Istmo de Madison, é o estádio de arquibancada de alvenaria mais antigo existente em Wisconsin.  O local acomoda atualmente cerca de 5.000, que podem ser expandidos para 9.333 para shows.
O Forward Madison FC, da USL League One, manda seus jogos no estádio. Além dele, o Madison 56ers da UPSL.

## História
O campo é nomeado em homenagem a Breese J. Stevens (1834–1903), um prefeito de Madison e um regente da Universidade de Wisconsin-Madison, a pedido de sua viúva, que vendeu o terreno para a cidade. O complexo foi designado como Madison Landmark em 1995 e foi aceito para inclusão no Registro Nacional de Locais Históricos e no Registro Estadual de Locais Históricos de Wisconsin em 2014.
O local foi designado como um marco da cidade desde 1995, e em 2015 foi listado no Registro Nacional de Locais Históricos .